# SS&C
 (septembre 2018).
SS&C Technologies  est une entreprise américaine de logiciels financiers. Son siège est situé à Windsor dans le  Connecticut.

Logo de SSC Technologies

## Histoire
En mars 2012, SS&C annonce l'acquisition de GlobeOp pour 572 millions de livres,.
En février 2015, SS&C annonce l'acquisition d'Advent Software, entreprise de logiciel financier, pour 2,3 milliards de dollars
En janvier 2018, SS&C annonce l'acquisition de DST Systems, une entreprise spécialisée dans les logiciels financiers, pour 5,4 milliards de dollars.
En juillet 2018, SS&C annonce l'acquisition d'Eze Software, également spécialisée dans les logiciels pour la finance, pour 1,45 milliard de dollars.